# Balance hydrostatique

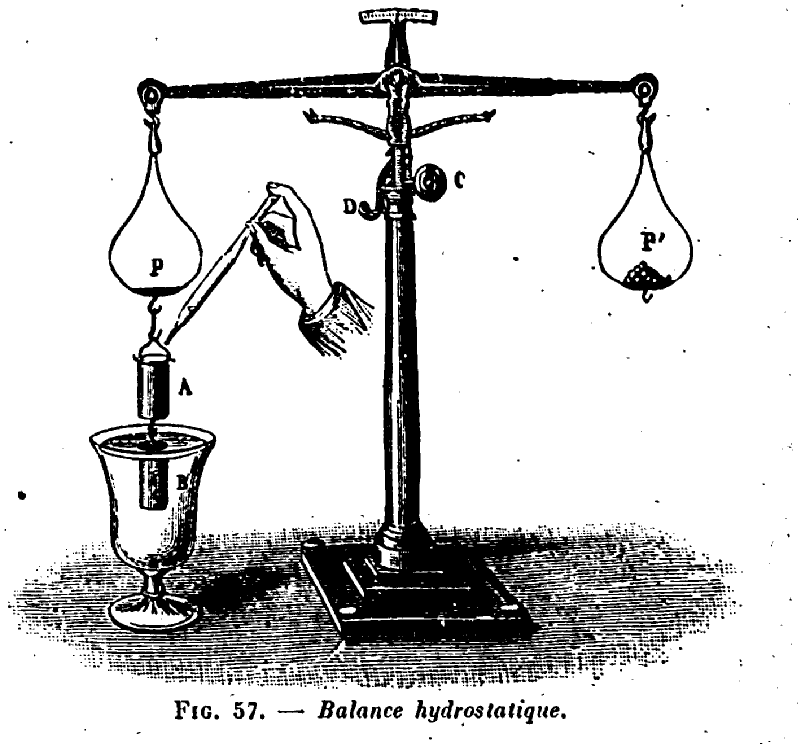
Balance hydrostatique d'un laboratoire de physique (1920).

La balance hydrostatique est une balance destinée à mettre en évidence la poussée d'Archimède par la méthode de la pesée hydrostatique. Elle sert aussi à déterminer la densité d'objets non solubles dans l'eau et plus denses que l'eau ou la densité de liquides. Son fonctionnement s'appuie sur le fait que le poids apparent d'un objet change quand il est plongé dans l'eau.
La balance hydrostatique a été longtemps un outil pédagogique mais il existe aussi des balances hydrostatiques de précision utilisées en joaillerie.
Galilée, dans un traité La bilancetta, conçoit une des premières balances hydrostatiques destinées à déterminer la composition d'un alliage.

## Outil pédagogique
La balance hydrostatique se présente comme une balance ordinaire à fléau munie de deux plateaux. Sous chaque plateau est en outre placé un crochet qui permet d'y suspendre des objets.

### Mise en évidence du principe d'Archimède

Mise en évidence de la poussée d'Archimède avec une balance hydrostatique

On suspend, sous le premier plateau,  un objet et on équilibre le fléau en déposant des poids dans le second plateau.
On plonge alors l'objet dans un récipient rempli d'eau tout en le laissant accroché au premier plateau. Le premier plateau remonte alors. Le poids apparent de l'objet est donc moindre dans l'eau que dans l'air.
On recommence alors l'expérience, en ajoutant sur le premier plateau un récipient vide, en équilibrant les deux plateaux et en plongeant l'objet dans un récipient rempli d'eau à ras bord. L'objet plongé dans l'eau chasse une quantité d'eau qui est précieusement récupérée. Le premier plateau remonte alors. On verse ensuite dans le récipient situé sur le premier plateau l'eau récupérée : la balance revient à l'équilibre.

### Calcul de la densité de l'objet
On suspend, sous le premier plateau, un objet et on équilibre le fléau en ajoutant des poids dans le second plateau. On mesure ainsi la masse M de l'objet.
On plonge alors l'objet dans un récipient plein d'eau. Le premier plateau remonte, on équilibre alors le fléau en déposant des poids dans le premier plateau, ces poids mesurent la masse m du volume d'eau déplacé. La densité de l'objet est le rapport M/m

### Calcul du volume de l'objet
L'objet, plongé dans l'eau, a déplacé une quantité d'eau dont la masse m permet de déterminer le  volume. S'il a fallu équilibrer la balance en déposant une masse m de 300 grammes sur le premier plateau, le solide a un volume de 300 cm3.

### Calcul de la densité d'un liquide
On suspend, sous le premier plateau, un objet et on équilibre le fléau en ajoutant des poids dans le second plateau. On plonge l'objet dans un récipient rempli d'eau et on équilibre le fléau en ajoutant des poids dans le premier plateau, on mesure ainsi la masse m du volume d'eau déplacée.
On vide le premier plateau et on plonge ensuite l'objet dans le récipient contenant le liquide dont on cherche à déterminer la densité. On équilibre à nouveau le fléau en déposant des poids dans le premier plateau. On mesure ainsi la masse m' de liquide déplacé. La densité du liquide est le rapport m'/m

## En joaillerie
En joaillerie et en gemmologie, on utilise des balances hydrostatiques pour évaluer la densité d'une gemme. La balance hydrostatique permet de déterminer le poids de la pierre dans l'air, puis son poids dans l'eau. En divisant son poids dans l'air par la différence des deux poids on obtient sa densité.
Ainsi, si une pierre pèse 2,4 grammes dans  l'air et 1,8 gramme dans l'eau, sa densité est de 
{\displaystyle {\frac {2,4}{2,4-1,8}}=4}
En pratique les balances hydrostatiques modernes font directement la soustraction.

## La «bilancetta» de Galilée
En 1586, Galilée imagine et réalise une balance permettant  de déterminer la densité des objets mais aussi la composition d'un alliage. Sa recherche remet en question la légende rapportée par Vitruve de la pesée de la couronne de Hiéron par Archimède, et reprend explicitement les résultats d'Archimède de son traité sur les corps flottants. Galilée utilise une balance romaine dans laquelle l'équilibre des fléaux est réalisé en déplaçant une masselotte sur le bras ne supportant pas l'objet. 
L'expérience consiste à accrocher l'objet au premier bras et à déplacer la masselotte jusqu'à arriver à l'équilibre. Il mesure alors la distance OA séparant la masselotte de l'axe de la balance.
Il plonge alors l'objet dans l'eau. Le poids apparent de l'objet étant moindre, il lui faut déplacer la masselotte vers l'axe de la balance en un point B pour équilibrer le fléau. 
Galilée démontre alors que la densité de l'objet se détermine comme le rapport de longueurs : {\displaystyle {\frac {OA}{AB}}}.

La petite balance de Galilée avec les marqueurs des 4 positions de la masselotte, dans l'air (A), dans l'eau avec le métal 1 (B1), dans l'eau avec le métal 2 (B2), dans l'eau avec l'alliage (Ba)

Il présente ensuite une méthode pour déterminer la composition d'un alliage de deux métaux. Il lui faut pour cela trois objets de même masse, l'un composé du métal 1, le second du métal 2 et le troisième étant un alliage de ces deux métaux. Puisque les trois objets ont même masse, en les accrochant au bras de la balance, il faut placer la masselotte au même point A pour équilibrer le fléau. Il trempe alors successivement les trois objets dans l'eau et note successivement les trois nouvelles positions de la masselotte {\displaystyle B_{1}} pour le métal 1, {\displaystyle B_{2}} pour le métal 2  et {\displaystyle B_{a}} pour l'alliage. 
Il énonce alors que la position de {\displaystyle B_{a}} est le barycentre des points {\displaystyle B_{1}} et {\displaystyle B_{2}} affectés des masses {\displaystyle m_{1}} et {\displaystyle m_{2}} des deux métaux dans l'alliage. Il suffit donc de mesurer les distances {\displaystyle B_{2}B_{a}} et {\displaystyle B_{1}B_{a}} pour connaitre la composition de l'alliage: la part de métal 1 est de {\displaystyle {\frac {B_{2}B_{a}}{B_{1}B_{2}}}} et celui du métal 2 est de {\displaystyle {\frac {B_{1}B_{a}}{B_{1}B_{2}}}.}
Il décrit ensuite comment réaliser une telle balance et comment mesurer avec précision ces différentes longueurs à l'aide de spires.